# Wendel Gut
Wendel Gut, auch Wendel Gute (* vor 1553; † nach 1555) war ein deutscher Kirchenlieddichter. 
In Straßburg ließ er 1555 ein aus 307 Strophen bestehendes Lied drucken. Laut Karl Friedrich Ludwig Goedeke war er auch Dichter eines Liedes, das 1553 erschien als Grund und Ursach des kläglichen, elenden, erbärmlichen Blutbades deutscher Nation und andere Geißeln Gottes, die schon über uns bereit sind und aus 14 Strophen bestand. Über Guts Lebens selbst ist nichts weiter bekannt.

## Werke
- Ach Herr du allerhöchster Gott (1553)
- Vom Glauben, Liebe mit sammt der Hoffnung (Straßburg 1555)